# Salomon Hanau
Salomon ben Jehuda Leib Cohen Hanau (geboren 1687 vermutlich in Hanau; gestorben 1. oder 4. September 1746 in Hannover) war ein deutscher Schriftsteller, Grammatiker und Talmudist.

## Leben
Hanaus Nachname lässt auf die Herkunft der Familie aus Hanau schließen. 1708 veröffentlichte er in Frankfurt am Main mit 21 Jahren Binyan Schelomoh, eine Grammatik der hebräischen Sprache. Während Hanaus Kritik an älteren hebräischen Grammatikern und Exegeten mit Approbation zahlreicher Rabbiner gedruckt wurde, drohte das Frankfurter Rabbinat, die Schrift zu verbrennen. Zwar ist umstritten, ob Hanau seine ehrverletzende und geringschätzige Polemik widerrief, doch zog er infolge zunehmender Isolation nach Hamburg, wo er über siebzehn Jahre unterrichtete. In Hamburg führte Hanaus Gelehrsamkeit erneut zu Unruhen. Reaktionen auf seine Schriften über Gebetbücher, die von Elijah und Azriel Wilna herausgegeben wurden, zwangen ihn, aus der Stadt zu flüchten.
Auch Jahre später waren Hanaus Publikationen umstritten. Die Übertragung jüdischer Gebete in zeitgemäße Sprache, welche das Programm der Schrift Scha'are Tefillah bilden, regte viele Streitschriften an. Im Vorwort von Luach Eres beschuldigte Jacob Emden Hanau sogar, seine rabbinische Approbation gefälscht zu haben. Nach Aufenthalten in Hamburg und Amsterdam musste Hanau auch aus Fürth emigrieren. Ein Streit mit Seligman Grieshaber, der Hanaus Werke bereits in zwei Pamphleten infrage gestellt hatte, führte Hanau nach Berlin, welches er nach kurzer Zeit verlassen musste. Nach vielen Reisen durch Deutschland und Italien starb Hanau in Hannover.
Hanaus Sohn Simson Salomo arbeitete als Drucker in Bad Homburg vor der Höhe. 1727 druckte er eine Version des Ma'assebuchs.

## Werk
Hanau war ein streitsamer Gelehrter der frühen Aufklärung. Er veröffentlichte sieben Werke über die hebräische Grammatik, die mehrfach neu aufgelegt wurden. Obwohl Selma Stern Hanau als eine der bedeutendsten jüdischen Persönlichkeiten und Gelehrten des frühneuzeitlichen Preußens beschreibt, ist er weitgehend in Vergessenheit geraten.
Neben Ascher Worms, Isaac Wetzler und Israel Samosc, die sich mit hebräischen oder jiddischen Schriften hauptsächlich im jüdischen „Binnendiskurs“ der Aufklärung bewegten, gilt Hanau als Protagonist der frühen Haskala.

## Werkauswahl
- Binyan Shelomoh. Frankfurt am Main 1708.
- Sha'are Tefillah. Hamburg 1718.
- Yesod ha-Niḳḳud. Amsterdam 1730.
- Mikseh ha-Tebah. Berlin 1733.
- Ḳure 'Akkabish. Fürth 1744.